# Armstrong (condado de San Joaquín)
Armstrong es un área no incorporada ubicada en el condado de San Joaquín en el estado estadounidense de California.

## Geografía
Armstrong se encuentra ubicada en las coordenadas 38°5′21″N 121°16′29″O / 38.08917, -121.27472.